# 見谷面
見谷面（：／ Hyeongok myeon */?）是大韩民国庆尚北道庆州市下辖的一个面。

## 主要设施
- 龜尾山